# Karma Tensung Wangpo
 (juillet 2017).
Si vous disposez d'ouvrages ou d'articles de référence ou si vous connaissez des sites web de qualité traitant du thème abordé ici, merci de compléter l'article en donnant les références utiles à sa vérifiabilité et en les liant à la section « Notes et références ».
Karma Tensung Wangpo (tibétain : ཀར་མ་བསྟན་སྲུང་དབང་པོ, Wylie : Kar ma bstan srung dbang po), est un dirigeant du Tsang de 1599 à 1611 de la dynastie Tsangpa.